# 6-Koordinatno jedinjenje
6-Koordinatno jedinjenje (heksakoordinatno jedinjenje) je molekul sa šest liganda. Ovakva jedinjenja su najčešće atomi metala okruženi ligandima. Većina heksakoordinatnih molekula ima oktaedralnu molekulsku geometriju, pri čemu su četiri u ekvatorijalnoj poziciji, a dva su u aksijalnoj.
Nedavna istraživanje sugeriraju da ugljenik u određenim okolnostima može da poprimi heksakoordinatnu strukturu.

## Spoljašnje veze
- Penta- i heksakoordinatni silicijum